# Slavko Štimac
Slavko Štimac (en cirílico: Славко Штимац; n. 15 de octubre de 1960, Konjsko Brdo, Yugoslavia) es un actor de cine serbocroata.

## Biografía
Štimac nació en la aldea de Konjsko brdo cerca de Perušić, en lo que entonces era la República Socialista de Croacia, parte de Yugoslavia. Se graduó en la Facultad de Arte Dramático de Belgrado. 

## Carrera profesional
Slavko Štimac hizo su debut en el cine en la película de 1972 Vuk samotnjak. Desde ese momento Štimac apareció en muchas películas notables yugoslavas de los años 1970 y 1980 películas yugoslavas, especialmente interpretando personajes adolescentes como el joven soldado ruso en La cruz de hierro de Sam Peckinpah. 
En 1981 protagonizó el papel principal de ¿Te acuerdas de Dolly Bell?, la película con la que debutó Emir Kusturica en la dirección. Junto a Kusturica trabajó en Underground (1995) en un papel secundario, y La vida es un milagro (2004), dónde volvió a ser el actor protagonista.

## Filmografía
La siguiente es una lista seleccionada de las películas más notables de Štimac:
- La cruz de hierro (Cross of Iron), de Sam Peckinpah (1977)
- ¿Te acuerdas de Dolly Bell? (Sjecas li se Dolly Bell), de Emir Kusturica (1981)
- Underground, de Emir Kusturica (1995)
- Oxygen, de Richard Shepard (1999)
- La vida es un milagro (Zivot je cudo), de Emir Kusturica (2004)